# Suren-ház
A Suren-ház vagy Suena-ház (pártus nyelven: ēn Surén, közép-perzsa nyelven: two) a hét pártus vezető család egyike volt, amelyet kifejezetten e néven említettek az Arszakid-időszakra vonatkozó forrásokban. E hét uralkodó család látta el a Pártus Birodalomban az adminisztrációt és a bíráskodást. 

## Története
A Suren-ház fejének volt a kiváltsága az első pártus királyok megkoronázása a Kr. e. 3. században, amely egy hagyomány alapja lett, melyet utódai is folytattak. A 3. század után az Arszakidák, majd a Szasszanidák későbbi felemelkedése után a Surenok a perzsákat kezdték szolgálni.
A Suren-ház földbirtokai Szisztánban, Arachosia és Drangina közötti területen, a mai délkelet-Iránban voltak. E házhoz tartozott Eran Spahbod Surena hadvezér is, a carrhaéi csata győztese, aki Szisztán helytartója volt a pártus időkben. E házból került ki az első indo-pártus király, Gondophares és a 6. századi Örményország kormányzója (satrapája) is.